# Ministère de l'Éducation nationale (Colombie)
Pour les articles homonymes, voir Ministère de l'Éducation.
Le ministère de l'Éducation nationale (espagnol : Ministerio de Educación Nacional) est le ministère colombien qui s'occupe de l'éducation et de l'enseignement en Colombie.
| Ministres                       | Mandat      |
| ------------------------------- | ----------- |
| Josefina Valencia Muñoz         | 1956-1957   |
| Pedro Gómez Valderrama (es)     | 1962-1965   |
| Daniel Arango Jaramillo (es)    | 1965-1966   |
| Gabriel Betancourt              | 1966-1968   |
| Octavio Arizmendi Posada (es)   | 1968-1970   |
| Luis Carlos Galán               | 1970-1972   |
| Juan Jacobo Muñoz               | 1972-1974   |
| Hernando Durán Dussan           | 1974-1977   |
| Rafael Rivas Posada             | 1977-1978   |
| Rodrigo Lloreda (es)            | 1978-1980   |
| Guillermo Angulo Gómez          | 1980-1981   |
| Carlos Alba Holguín             | 1981-1982   |
| Jaime Arias Ramírez             | 1982-1984   |
| Doris Eder de Zambrano          | 1984-1985   |
| Liliam Suárez Melo              | 1985-1986   |
| Marina Uribe de Eusse           | 1986-1988   |
| Manuel Francisco Becerra Barney | 1988-1990   |
| Alfonso Valdivieso (es)         | 1990-1991   |
| Carlos Holmes Trujillo          | 1991-1993   |
| Maruja Pachón (es)              | 1993-1994   |
| Arturo Sarabia Better (es)      | 1994-1995   |
| María Emma Mejía Vélez          | 1995-1996   |
| Olga Duque de Ospina            | 1996-1997   |
| Jaime Niño Díez                 | 1997-1998   |
| Germán Bula Escobar             | 1998-2000   |
| Francisco José Lloreda (es)     | 2000-2002   |
| Cecilia María Vélez (es)        | 2002-2010   |
| María Fernanda Campo            | 2010-2014   |
| Gina Parody                     | 2014-2016   |
| Yaneth Giha Tovar               | 2016-2018   |
| María Victoria Angulo           | 2018-2022   |
| Alejandro Gaviria               | 2022-2023   |
| Aurora Vergara                  | 2023-2024   |
| Daniel Rojas Medellín           | depuis 2024 |